# Liste der Autorenbeteiligungen und Produktionen von Junkx
Dies ist eine Übersicht über die Autorenbeteiligungen und Musikproduktionen des deutschen Produzententeams Junkx. Zu berücksichtigen ist, dass Hitmedleys, Remixe, Liveaufnahmen oder Neuaufnahmen des gleichen Interpreten nicht aufgeführt werden. Ebenso werden aus Gründen der besseren Übersicht lediglich nennenswerte Coverversionen aufgeführt. Tätigkeiten als Komponist und/oder Liedtexter sind in der folgenden Tabelle unter der Spalte „Autor“ zusammengefasst worden. Für eine Übersicht aller Charterfolge siehe Junkx/Charterfolge.

## #
| Jahr | Titel  | Interpret                       | Autor                       | Produzent |
| ---- | ------ | ------------------------------- | --------------------------- | --------- |
| 2015 | 4 Life | Robin Schulz feat. Graham Candy | Grünes Häkchensymbol für ja |           |

## A
| Jahr | Titel            | Interpret                           | Autor                       | Produzent                   |
| ---- | ---------------- | ----------------------------------- | --------------------------- | --------------------------- |
| 2014 | Aaargh!          | Jean Elan                           | Grünes Häkchensymbol für ja |                             |
| 2017 | Above the Clouds | Robin Schulz                        | Grünes Häkchensymbol für ja | Grünes Häkchensymbol für ja |
| 1998 | Acid Is Back     | Bass Line                           | Grünes Häkchensymbol für ja | Grünes Häkchensymbol für ja |
| 2020 | Alane            | Robin Schulz & Wes                  | Grünes Häkchensymbol für ja | Grünes Häkchensymbol für ja |
| 2012 | All About You    | Dabruck & Klein feat. Anna McDonald | Grünes Häkchensymbol für ja | Grünes Häkchensymbol für ja |
| 2019 | All This Love    | Robin Schulz feat. Harlœ            | Grünes Häkchensymbol für ja | Grünes Häkchensymbol für ja |
| 2020 | All We Got       | Robin Schulz feat. Kiddo            | Grünes Häkchensymbol für ja | Grünes Häkchensymbol für ja |
| 2021 | Alright          | Alle Farben feat. Kiddo             | Grünes Häkchensymbol für ja | Grünes Häkchensymbol für ja |

## B
| Jahr | Titel              | Interpret                            | Autor                       | Produzent                   |
| ---- | ------------------ | ------------------------------------ | --------------------------- | --------------------------- |
| 2019 | Beste Version      | Vanessa Mai                          | Grünes Häkchensymbol für ja | Grünes Häkchensymbol für ja |
| 2021 | Better with You    | Robin Schulz feat. Svrcina           | Grünes Häkchensymbol für ja | Grünes Häkchensymbol für ja |
| 2005 | Blade              | Warp Brothers feat. Red Monkey       | Grünes Häkchensymbol für ja |                             |
| 2001 | Blast the Speakers | Warp Brothers                        | Grünes Häkchensymbol für ja |                             |
| 2012 | Bullet             | Christian Burns & Stefan Dabruck     | Grünes Häkchensymbol für ja |                             |
| 2018 | Build a House      | Stefanie Heinzmann feat. Alle Farben | Grünes Häkchensymbol für ja | Grünes Häkchensymbol für ja |

## C
| Jahr | Titel        | Interpret                      | Autor                       | Produzent                   |
| ---- | ------------ | ------------------------------ | --------------------------- | --------------------------- |
| 2022 | Call It Love | Felix Jaehn & Ray Dalton       | Grünes Häkchensymbol für ja | Grünes Häkchensymbol für ja |
| 2014 | Can’t Stop   | Moguai feat. Niles Mason       | Grünes Häkchensymbol für ja |                             |
| 2013 | Champs       | Moguai                         | Grünes Häkchensymbol für ja | Grünes Häkchensymbol für ja |
| 2018 | Cool Love    | Nick Martin feat. Carly Paige  | Grünes Häkchensymbol für ja |                             |
| 2012 | Credo        | Stefan Dabruck vs. Morgan Page | Grünes Häkchensymbol für ja |                             |

## D
| Jahr | Titel                            | Interpret                            | Autor                       | Produzent                   |
| ---- | -------------------------------- | ------------------------------------ | --------------------------- | --------------------------- |
| 1997 | Da Lower You Go                  | Striking Man                         | Grünes Häkchensymbol für ja | Grünes Häkchensymbol für ja |
| 2016 | Dimitri Vegas & Like Mike Medley | Christiano and His Magical Orchestra | Grünes Häkchensymbol für ja |                             |
| 2022 | Do It Better                     | Felix Jaehn feat. Zoe Wees           | Grünes Häkchensymbol für ja | Grünes Häkchensymbol für ja |
| 2021 | Dream                            | Robin Schulz feat. Colour Your Mind  | Grünes Häkchensymbol für ja | Grünes Häkchensymbol für ja |

## E
| Jahr | Titel            | Interpret                     | Autor                       | Produzent |
| ---- | ---------------- | ----------------------------- | --------------------------- | --------- |
| 2015 | Everlasting Love | Jean Elan feat. Steve Edwards | Grünes Häkchensymbol für ja |           |
| 2011 | Feel Alive       | Jean Elan feat. Cosmo Klein   | Grünes Häkchensymbol für ja |           |

## F
| Jahr | Titel          | Interpret                       | Autor                       | Produzent                   |
| ---- | -------------- | ------------------------------- | --------------------------- | --------------------------- |
| 2018 | Fading         | Alle Farben feat. Ilira         | Grünes Häkchensymbol für ja | Grünes Häkchensymbol für ja |
| 2021 | Feel Something | Robin Schulz feat. Saygrace     | Grünes Häkchensymbol für ja | Grünes Häkchensymbol für ja |
| 2015 | Find Me        | Robin Schulz & HEYHEY           | Grünes Häkchensymbol für ja |                             |
| 2021 | Float          | Robin Schulz                    | Grünes Häkchensymbol für ja | Grünes Häkchensymbol für ja |
| 2017 | Fools          | Robin Schulz & Aalias feat. Iro | Grünes Häkchensymbol für ja | Grünes Häkchensymbol für ja |

## G
| Jahr | Titel           | Interpret                       | Autor                       | Produzent                   |
| ---- | --------------- | ------------------------------- | --------------------------- | --------------------------- |
| 2012 | Get Ya Hands Up | Black & White feat. Angie Brown | Grünes Häkchensymbol für ja |                             |
| 2003 | Getting Hot     | Beateater                       | Grünes Häkchensymbol für ja |                             |
| 2003 | Going Insane    | Warp Brothers feat. Red Monkey  | Grünes Häkchensymbol für ja | Grünes Häkchensymbol für ja |

## H
| Jahr | Titel         | Interpret                           | Autor                       | Produzent                   |
| ---- | ------------- | ----------------------------------- | --------------------------- | --------------------------- |
| 2018 | H.O.L.Y.      | Alle Farben & RHODES                |                             | Grünes Häkchensymbol für ja |
| 2017 | Ha Leh Lou Ya | Robin Schulz feat. Christy McDonald | Grünes Häkchensymbol für ja | Grünes Häkchensymbol für ja |
| 2015 | Heatwave      | Robin Schulz feat. Akon             | Grünes Häkchensymbol für ja | Grünes Häkchensymbol für ja |
| 2017 | Higher Ground | Robin Schulz                        | Grünes Häkchensymbol für ja | Grünes Häkchensymbol für ja |
| 2017 | Homeless      | Lovra feat. Tia Scola               | Grünes Häkchensymbol für ja | Grünes Häkchensymbol für ja |

## I
| Jahr | Titel                                | Interpret                                   | Autor                       | Produzent                   |
| ---- | ------------------------------------ | ------------------------------------------- | --------------------------- | --------------------------- |
| 2017 | I Believe I’m Fine                   | Robin Schulz & Hugel                        | Grünes Häkchensymbol für ja | Grünes Häkchensymbol für ja |
| 2012 | I Don’t Care                         | Jean Elan vs. William Naraine               | Grünes Häkchensymbol für ja |                             |
| 2011 | I Found Love                         | Dabruck & Klein feat. Ollie James           | Grünes Häkchensymbol für ja |                             |
| 2021 | I Got a Feeling                      | Felix Jaehn feat. Robin Schulz & Georgia Ku | Grünes Häkchensymbol für ja | Grünes Häkchensymbol für ja |
| 2023 | I’ll Be There                        | Robin Schulz feat. Rita Ora & Tiago PZK     | Grünes Häkchensymbol für ja | Grünes Häkchensymbol für ja |
| 2023 | Ich hab den schönsten Arsch der Welt | Katja Krasavice feat. Felix Jaehn           |                             | Grünes Häkchensymbol für ja |
| 2020 | In Your Eyes                         | Robin Schulz feat. Alida                    | Grünes Häkchensymbol für ja | Grünes Häkchensymbol für ja |
| 2000 | Inside                               | D.O.N.S.                                    | Grünes Häkchensymbol für ja | Grünes Häkchensymbol für ja |
| 2017 | If It Takes All Night                | atb feat. Cavale                            | Grünes Häkchensymbol für ja |                             |

## J
| Jahr | Titel   | Interpret     | Autor                       | Produzent                   |
| ---- | ------- | ------------- | --------------------------- | --------------------------- |
| 2013 | Jumpin’ | Laserkraft 3D | Grünes Häkchensymbol für ja | Grünes Häkchensymbol für ja |

## K
| Jahr | Titel         | Interpret                      | Autor                       | Produzent                   |
| ---- | ------------- | ------------------------------ | --------------------------- | --------------------------- |
| 2021 | Kill the Fire | Robin Schulz feat. The Leonard | Grünes Häkchensymbol für ja | Grünes Häkchensymbol für ja |
| 2009 | Killer        | Jean Elan                      | Grünes Häkchensymbol für ja |                             |

## L
| Jahr | Titel              | Interpret                         | Autor                       | Produzent                   |
| ---- | ------------------ | --------------------------------- | --------------------------- | --------------------------- |
| 2021 | Lemon Tree         | Alle Farben & Fools Garden        |                             | Grünes Häkchensymbol für ja |
| 2013 | Liaison            | Dabruck & Klein & Morgan Paige    | Grünes Häkchensymbol für ja |                             |
| 2012 | Life Is Always New | The Disco Boys feat. Mimi Perez   | Grünes Häkchensymbol für ja | Grünes Häkchensymbol für ja |
| 2017 | Like You Mean It   | Robin Schulz feat. Rhys           | Grünes Häkchensymbol für ja | Grünes Häkchensymbol für ja |
| 2021 | Live and Let Live  | Robin Schulz feat. Sam Martin     | Grünes Häkchensymbol für ja | Grünes Häkchensymbol für ja |
| 2017 | Love Me a Little   | Robin Schulz                      | Grünes Häkchensymbol für ja | Grünes Häkchensymbol für ja |
| 2015 | Love Me Loud       | Robin Schulz & M-22 feat. Aleesia | Grünes Häkchensymbol für ja |                             |
| 2012 | Lyme               | Moguai                            | Grünes Häkchensymbol für ja |                             |

## M
| Jahr | Titel                  | Interpret                                                                                 | Autor                       | Produzent                   |
| ---- | ---------------------- | ----------------------------------------------------------------------------------------- | --------------------------- | --------------------------- |
| 2021 | Make Me Feel the Night | Robin Schulz feat. Tyler James Bellinger                                                  | Grünes Häkchensymbol für ja | Grünes Häkchensymbol für ja |
| 2013 | Mammoth                | Dimitri Vegas & Like Mike & Moguai                                                        | Grünes Häkchensymbol für ja | Grünes Häkchensymbol für ja |
| 2014 | Mammoth                | Dimitri Vegas & Like Mike & Moguai feat. Julian Perretta (Liedtitel: Body Talk (Mammoth)) | Grünes Häkchensymbol für ja |                             |
| 2017 | More Than a Friend     | Robin Schulz feat. Nico Santos                                                            | Grünes Häkchensymbol für ja | Grünes Häkchensymbol für ja |
| 2013 | Mpire                  | Moguai                                                                                    | Grünes Häkchensymbol für ja |                             |

## N
| Jahr | Titel        | Interpret                     | Autor                       | Produzent                   |
| ---- | ------------ | ----------------------------- | --------------------------- | --------------------------- |
| 2017 | Naked        | Robin Schulz feat. Sam Martin | Grünes Häkchensymbol für ja | Grünes Häkchensymbol für ja |
| 2014 | Now or Never | atb feat. JanSoon             |                             | Grünes Häkchensymbol für ja |
| 2010 | Nyce         | Moguai                        | Grünes Häkchensymbol für ja |                             |

## O
| Jahr | Titel         | Interpret                                | Autor                       | Produzent                   |
| ---- | ------------- | ---------------------------------------- | --------------------------- | --------------------------- |
| 2017 | Oh Child      | Robin Schulz                             | Grünes Häkchensymbol für ja | Grünes Häkchensymbol für ja |
| 2018 | Oh Child      | Robin Schulz feat. Piso 21               | Grünes Häkchensymbol für ja | Grünes Häkchensymbol für ja |
| 2017 | OK            | Robin Schulz feat. James Blunt           | Grünes Häkchensymbol für ja | Grünes Häkchensymbol für ja |
| 2021 | One More Time | Robin Schulz mit Felix Jaehn feat. Alida | Grünes Häkchensymbol für ja | Grünes Häkchensymbol für ja |

## P
| Jahr | Titel           | Interpret                 | Autor                       | Produzent                   |
| ---- | --------------- | ------------------------- | --------------------------- | --------------------------- |
| 2000 | Phatt Bass      | Warp Brothers vs. Aquagen | Grünes Häkchensymbol für ja |                             |
| 2016 | Phatt Bass 2016 | Wolfpack & Warp Brothers  | Grünes Häkchensymbol für ja |                             |
| 2001 | Pinball         | Mike MH-4                 | Grünes Häkchensymbol für ja | Grünes Häkchensymbol für ja |
| 2016 | Pray For Rain   | Moguai                    | Grünes Häkchensymbol für ja |                             |
| 2015 | Proton          | Jean Elan                 | Grünes Häkchensymbol für ja |                             |
| 2006 | Push Back       | Warp Brothers             | Grünes Häkchensymbol für ja | Grünes Häkchensymbol für ja |
| 2006 | Push Down       | Warp Brothers             | Grünes Häkchensymbol für ja | Grünes Häkchensymbol für ja |
| 2006 | Push Up         | Warp Brothers             | Grünes Häkchensymbol für ja | Grünes Häkchensymbol für ja |

## R
| Jahr | Titel               | Interpret                                            | Autor                       | Produzent                   |
| ---- | ------------------- | ---------------------------------------------------- | --------------------------- | --------------------------- |
| 2022 | Rain in Ibiza       | Felix Jaehn & The Stickmen Project feat. Calum Scott | Grünes Häkchensymbol für ja | Grünes Häkchensymbol für ja |
| 2021 | Rather Be Alone     | Robin Schulz feat. Nick Martin & Sam Martin          | Grünes Häkchensymbol für ja | Grünes Häkchensymbol für ja |
| 2014 | Real Life           | TST & Moguai & Amba Shepherd                         | Grünes Häkchensymbol für ja |                             |
| 2018 | Rebel Yell          | Klingande & Krishane                                 | Grünes Häkchensymbol für ja | Grünes Häkchensymbol für ja |
| 2018 | Right Now           | Nick Jonas vs. Robin Schulz                          | Grünes Häkchensymbol für ja | Grünes Häkchensymbol für ja |
| 2015 | Rivers              | Thomas Jack                                          | Grünes Häkchensymbol für ja | Grünes Häkchensymbol für ja |
| 1997 | Rock the Disco      | Disko Brothers                                       | Grünes Häkchensymbol für ja | Grünes Häkchensymbol für ja |
| 2020 | Running Back to You | Nico Santos, Martin Jensen & Alle Farben             | Grünes Häkchensymbol für ja | Grünes Häkchensymbol für ja |

## S
| Jahr | Titel                                               | Interpret                                              | Autor                       | Produzent                   |
| ---- | --------------------------------------------------- | ------------------------------------------------------ | --------------------------- | --------------------------- |
| 2012 | Saturn                                              | Stefan Dabruck & Tocadisco                             | Grünes Häkchensymbol für ja |                             |
| 2010 | Serious                                             | Jean Elan                                              | Grünes Häkchensymbol für ja |                             |
| 2009 | Shake Me                                            | Jean Elan                                              | Grünes Häkchensymbol für ja |                             |
| 2016 | Shed a Light                                        | Robin Schulz & David Guetta feat. Cheat Codes          | Grünes Häkchensymbol für ja | Grünes Häkchensymbol für ja |
| 2015 | Show Me Love                                        | Robin Schulz & J.U.D.G.E.                              | Grünes Häkchensymbol für ja | Grünes Häkchensymbol für ja |
| 2021 | Somewhere over the Rainbow / What a Wonderful World | Robin Schulz feat. Alle Farben & Israel Kamakawiwoʻole |                             | Grünes Häkchensymbol für ja |
| 2014 | Something Something Champs                          | Kaskade & Moguai feat. Zip Zip Through the Night       | Grünes Häkchensymbol für ja |                             |
| 2017 | Sounds Easy                                         | Robin Schulz feat. Ruxley                              | Grünes Häkchensymbol für ja | Grünes Häkchensymbol für ja |
| 2018 | Speechless                                          | Robin Schulz feat. Erika Sirola                        | Grünes Häkchensymbol für ja | Grünes Häkchensymbol für ja |
| 2000 | Sputnik                                             | D.O.N.S.                                               | Grünes Häkchensymbol für ja | Grünes Häkchensymbol für ja |
| 2015 | Sugar                                               | Robin Schulz feat. Francesco Yates                     | Grünes Häkchensymbol für ja | Grünes Häkchensymbol für ja |
| 2017 | Sugar                                               | De Smurfen (Liedtitel: Blijf af van het Smurfenbos)    | Grünes Häkchensymbol für ja |                             |

## T
| Jahr | Titel                   | Interpret                          | Autor                       | Produzent                   |
| ---- | ----------------------- | ---------------------------------- | --------------------------- | --------------------------- |
| 2011 | The Flavour             | Dabruck & Klein feat. Julian Smith | Grünes Häkchensymbol für ja |                             |
| 2009 | The Sun                 | Exit Earth                         | Grünes Häkchensymbol für ja | Grünes Häkchensymbol für ja |
| 2015 | Titanic                 | Robin Schulz                       | Grünes Häkchensymbol für ja |                             |
| 2017 | Tonight and Every Night | Robin Schulz                       | Grünes Häkchensymbol für ja | Grünes Häkchensymbol für ja |
| 2013 | Tromp It                | DBN vs. Dohr & Mangold             | Grünes Häkchensymbol für ja |                             |
| 1995 | Trust                   | Damage Control                     | Grünes Häkchensymbol für ja |                             |

## U
| Jahr | Titel         | Interpret                     | Autor                       | Produzent                   |
| ---- | ------------- | ----------------------------- | --------------------------- | --------------------------- |
| 2017 | Un sueno      | Robin Schulz                  | Grünes Häkchensymbol für ja | Grünes Häkchensymbol für ja |
| 2022 | Unendlich     | Andrea Berg feat. Vanessa Mai | Grünes Häkchensymbol für ja | Grünes Häkchensymbol für ja |
| 2017 | Unforgettable | Robin Schulz & Marc Scibilia  | Grünes Häkchensymbol für ja | Grünes Häkchensymbol für ja |
| 1998 | Up & Down     | Neoprene                      | Grünes Häkchensymbol für ja |                             |
| 2012 | Urlaub        | Laserkraft 3D                 | Grünes Häkchensymbol für ja |                             |

## V
| Jahr | Titel  | Interpret                                               | Autor | Produzent                   |
| ---- | ------ | ------------------------------------------------------- | ----- | --------------------------- |
| 2023 | Vorbei | Montez, RAF Camora & Robin Schulz feat. Dario Rodriguez |       | Grünes Häkchensymbol für ja |

## W
| Jahr | Titel                    | Interpret                                   | Autor                       | Produzent                   |
| ---- | ------------------------ | ------------------------------------------- | --------------------------- | --------------------------- |
| 2024 | Waking Up                | Felix Jaehn & Leony                         |                             | Grünes Häkchensymbol für ja |
| 2019 | Walk Away                | Alle Farben feat. James Blunt               |                             | Grünes Häkchensymbol für ja |
| 2000 | We Will Survive          | Warp Brothers                               | Grünes Häkchensymbol für ja |                             |
| 2014 | What Are You Waiting For | atb feat. JanSoon                           |                             | Grünes Häkchensymbol für ja |
| 2016 | Where We Belong          | Hugel & Jasmine Thompson                    | Grünes Häkchensymbol für ja |                             |
| 2016 | Would I Lie to You       | David Guetta, Cedric Gervais & Chris Willis |                             | Grünes Häkchensymbol für ja |

## Y
| Jahr | Titel                 | Interpret                       | Autor                       | Produzent                   |
| ---- | --------------------- | ------------------------------- | --------------------------- | --------------------------- |
| 2015 | Yellow                | Robin Schulz & Disciples        | Grünes Häkchensymbol für ja | Grünes Häkchensymbol für ja |
| 2016 | You’ll See Me         | Moguai feat. Tom Cane           | Grünes Häkchensymbol für ja |                             |
| 1994 | You’ve Got to Believe | Damage Control                  | Grünes Häkchensymbol für ja |                             |
| 2021 | Young Right Now       | Robin Schulz feat. Dennis Lloyd | Grünes Häkchensymbol für ja | Grünes Häkchensymbol für ja |